# Скат Монтегю
Скат Монтегю (лат. Raja montagui) — вид хрящевых рыб семейства ромбовых скатов отряда скатообразных. Обитают в умеренных водах восточной части Атлантического океана между 61° с. ш. и 16 ° с. ш и между 18° з. д. и 25 ° в.д. Встречаются на глубине до 530 м. Их крупные, уплощённые грудные плавники образуют диск в виде ромба округлым рылом. Максимальная зарегистрированная длина 80 см. Откладывают яйца. Не являются объектом целевого промысла.

## Таксономия
Впервые вид был научно описан в 1910 году. Вид назван в честь британского натуралиста Джорджа Монтегю (1753—1815). В настоящее время у данного вида нет синонимов. У некоторых особей этого вида в центральной части грудных плавников наблюдается концентрация пятнышек, что делает их похожими на Leucoraja naevus. Молодых скатов Монтегю часто путают с имеющими схожую морфологию Raja brachyura и Raja clavata.

## Ареал
Эти демерсальные скаты распространены в восточной Атлантике от прибрежных вод Марокко на юге до проливов Скагеррак и Каттегат на севере, в том числе в Средиземном море. Встречаются на континентальном шельфе на глубине до 530 м, в основном между 100 и 500 м. Молодые скаты обычно попадаются на песчаном мелководье, а взрослые держатся на большей глубине и предпочитают песчаное и песчано-гравелистое дно.

## Описание
Широкие и плоские грудные плавники этих скатов образуют диск в виде ромба со слегка выступающим кончиком рыла и закруглёнными краями. На вентральной стороне диска расположены 5 жаберных щелей, ноздри и рот. На длинном хвосте имеются латеральные складки.  У молодых особей диск почти гладкий, у взрослых он усеян колючками за исключением центральной части грудных плавников  и задней части диска. Вентральная  сторона почти гладкая, кроме узкой полосы колючек, пролегающей вдоль переднего края диска и жаберной области. У молодых скатов нижний край хвоста колючий. Выделяются орбитальные шипы. От затылка до первого спинного плавника тянется срединный ряд из 20—50 шипов, между спинными плавниками имеется 1—2 шипа. Рыло короткое и притуплённое. Окраска дорсальной поверхности коричневатого цвета с многочисленными тёмными пятнышками, которые не достигают краёв диска. Вентральная поверхность белая . 
Максимальная зарегистрированная длина 80 см.

## Биология
Подобно прочим ромбовым эти скаты откладывают яйца, заключённые в жёсткую роговую капсулу с жёсткими роговыми выступами на концах. Длина капсулы 5,3—7,8 см, ширина 3,0—5,0 см. Эмбрионы питаются исключительно желтком. Ежегодная плодовитость самок оценивается в 60—70 яиц. Самки откладывают яйца преимущественно летом. Молодые скаты имеют тенденцию следовать за крупными объектами, напоминающими их мать. Продолжительность жизни оценивается в 18 лет. Длина новорожденных 11—12 см. Питаются преимущественно ракообразными. Размер жертв возрастает по мере роста особей. В состав рациона также входят головоногие, мелкие рыбы и полихеты. Скаты Монтегю обладают электрочувствительностью и способны сами генерировать слабое электрическое поле.

## Взаимодействие с человеком
Эти скаты не является объектом целевого промысла. Попадаются в качестве прилова, мясо употребляют в пищу. В Средиземном море интенсивно прилавливаются в ходе тралового промысла на глубине 5—700 м. Международный союз охраны природы оценил охранный статус вида как «Вызывающий наименьшие опасения».